# Ben Halloran
Benjamin Halloran (* 14. června 1992, Cairns, Austrálie) je australský fotbalový útočník (případně ofenzivní záložník) a reprezentant, který v současné době působí v klubu Fortuna Düsseldorf.

## Klubová kariéra
V Austrálii hrál na seniorské úrovni za kluby Gold Coast United a Brisbane Roar.
V květnu 2013 podepsal smlouvu do června 2016 s německým druholigovým klubem Fortuna Düsseldorf.

## Reprezentační kariéra
Ben Halloran reprezentoval Austrálii v mládežnické kategorii U20.
V A-mužstvu Austrálie přezdívaném Socceroos debutoval v roce 2014.

Zúčastnil se MS 2014 v Brazílii, kde Austrálie skončila bez zisku jediného bodu na posledním čtvrtém místě v základní skupině B.